# 卡爾斯塔德 (明尼蘇達州)
卡爾斯塔德（英語：Karlstad，/ˈkɑːrlstæd/ KARL-stad）是一個位於美國明尼蘇達州基特遜縣的城市。

## 歷史
卡爾斯塔德的郵局自1905年營運至今。此地得名自瑞典城市卡尔斯塔德。

## 人口
根據2020年美國人口普查的數據，卡爾斯塔德的面積為3.90平方千米，皆為陸地。當地共有人口710人，而人口密度為每平方千米182人。